# Budō

Schriftzeichen von Budō

Budō (japanisch 武道, deutsch: „Militärweg, Kriegsweg“) ist der Oberbegriff für alle japanischen Kampfkünste, also Jiu Jitsu, Judo, Karate, Suijutsu, Aikidō, Shōrinji Kempō, Sumō, Kendō, Bujinkan, Iaidō, Kyūdō u. a., die – im Gegensatz zu den traditionellen Bujutsu-Kriegskünsten – außer der Kampftechnik noch eine „innere“ Dō-Lehre oder auch -Philosophie enthalten.
Das sino-japanische Kanji Bu (武) entspricht dem alt-japanischen Takeshi und bedeutet „Militär“ oder „kriegerisch“. Das Kanji Dō (道) hat allgemein die Semantik des Wortes „Weg“.

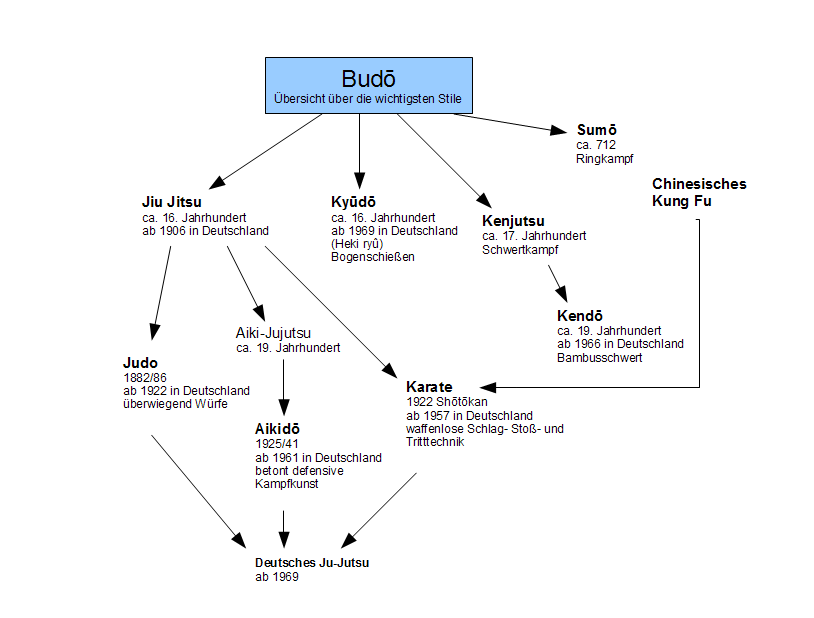
Übersicht über die wichtigsten Budō-Stile

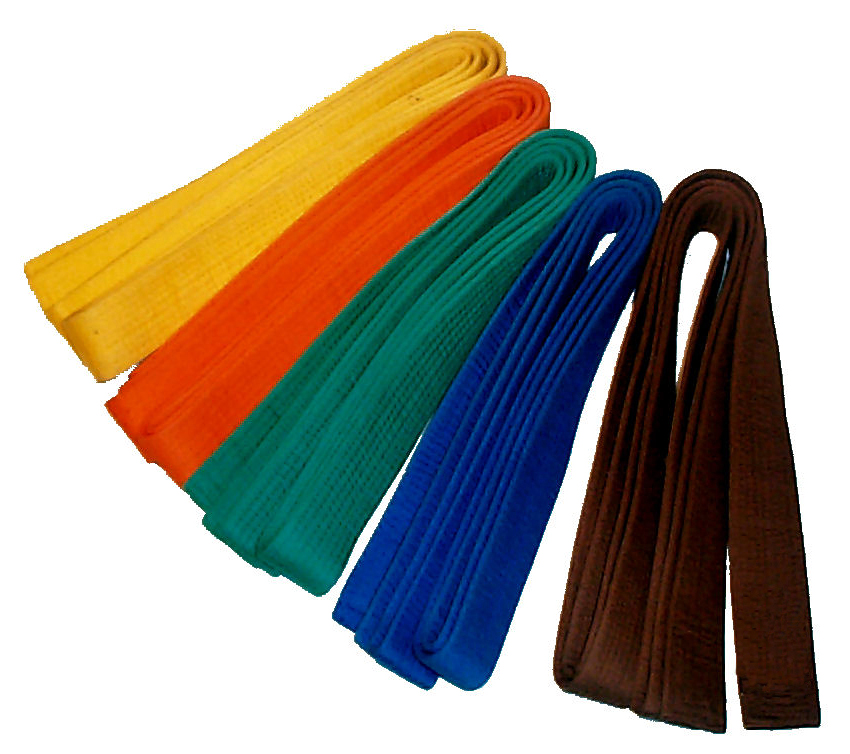
Budō-Gürtel (jap. Obi) in den geläufigsten Farben der Schülergrade (jap. Gokyū).

## Begriff
Während Bujutsu der Oberbegriff der reinen Kampftechniklehre ist, die die Effizienz nach außen als Priorität hat, ist das Budō eine auf das Innere des Übenden abzielende Tätigkeit. Wie in vielen japanischen Künsten liegt im Budō (als Synonym für Kampf-Kunst) der Sinn eher im „Tun“ als im Ergebnis (wie etwa im Kampfsport). Es geht vielmehr um einen Prozess, dessen Ergebnis offen und oft auch nebensächlich ist. Insofern ist die falsche Verwendung des Begriffes „Budo-Sport“ ein Paradoxon und sprachlicher Lapsus.
Die Begriffe Budō und Bushidō („Weg des Kriegers“) haben auch noch eine übertragene Bedeutung: als Methode zur Selbstverwirklichung und Selbstkontrolle. Die ersten Budō-Systeme sind in der vergleichsweise friedlichen Edo-Periode (1600–1868) und dann, wie viele Do/Dao-Künste, auch unter dem wachsenden Einfluss des Zen entstanden, als die Samurai keine Kriege mehr führen mussten und sie Zeit für das Üben der Kampf-„Künste“ im Sinne der Selbstschulung hatten.